# ألبرتو رودريغيز (دراج)
ألبرتو رودريغيز (بالإسبانية: Dumas Rodríguez)‏ هو دراج أوروغواياني، ولد في 16 ديسمبر 1947.

## وصلات خارجية
- ألبرتو رودريغيز على موقع أرشيف الدراجات (الإنجليزية)
- ألبرتو رودريغيز على موقع أوليمبيديا (الإنجليزية)